# Тищенко, Анна Ивановна
Анна Ивановна Тищенко (20 ноября [3 декабря] 1910, Краматорск, Харьковская губерния — 3 февраля 1997, Краматорск, Донецкая область) — советский деятель, ведущий инженер-конструктор Новокраматорского машиностроительного завода Донецкой области. Герой Социалистического Труда (7.03.1960). Депутат Верховного Совета УССР 3-го созыва.

## Биография
Родилась в семье крестьянина-бедняка. Трудовую деятельность начала в 1925 году подручным слесаря Старо-Краматорского машиностроительного завода в Донбассе.
В 1928 году окончила школу фабрично-заводского ученичества в городе Краматорске. Работала на Старо-Краматорском машиностроительном заводе имени Орджоникидзе слесарем, размётчиком, конструктором.
Член ВКП(б) с 1931 года.
В 1932 году закончила Краматорский вечерний машиностроительный институт, получив специальность инженера-механика.
В 1932—1936 годах — заведующий отделом технологического факультета, декан технологического факультета Краматорского вечернего машиностроительного института Донецкой области.
В 1936—1941 годах — старший инженер-конструктор Ново-Краматорского машиностроительного завода имени Сталина Сталинской области. В 1940 году окончила Ленинградский институт повышения квалификации инженеров специальной промышленности.
Во время Великой Отечественной войны с октября 1941 года находилась в Кемеровской области РСФСР, где на эвакуированном заводе работала старшим инженером, начальником отдела кадров, заместителем председателя завкома.
После возвращения из эвакуации — старший инженер-конструктор, а с 1950 года — ведущий инженер-конструктор бюро редукторостроения Ново-Краматорского машиностроительного завода имени Сталина Сталинской области. Проектировал шахтные подъемные машины большой мощности.
Принимала активное участие в общественной жизни, 20 лет руководила женсоветом Новокраматорского машиностроительного завода Донецкой области.
Потом — на пенсии в городе Краматорске Донецкой области.

## Награды
- Герой Социалистического Труда (7.03.1960)
- орден Ленина (7.03.1960)
- ордена
- медали